# Jeremiah Estrada
Jeremiah Ramiro Estrada (Indio, 1° novembre 1998) è un giocatore di baseball statunitense, di ruolo lanciatore, che gioca per i San Diego Padres (MLB).
In precedenza ha giocato in MLB con i Chicago Cubs.